# Puygros
Puygros ist eine französische Gemeinde mit 375 Einwohnern (Stand 1. Januar 2022) im Département Savoie in der Region Auvergne-Rhône-Alpes. Sie gehört zum Arrondissement Chambéry und ist Mitglied des Gemeindeverbands Communauté d’agglomération du Grand Chambéry. Die Bewohner werden Puygrolains und Puygrolaines genannt.

## Geographie
Puygros liegt auf 760 m, etwa neun Kilometer östlich der Stadt Chambéry (Luftlinie). Das Bauerndorf erstreckt sich im Westen des Département Savoie, im südlichen Teil des Massivs der Bauges, auf einem Sattel östlich der Talsenke von Chambéry, am Westfuß der Pointe de la Galoppaz.

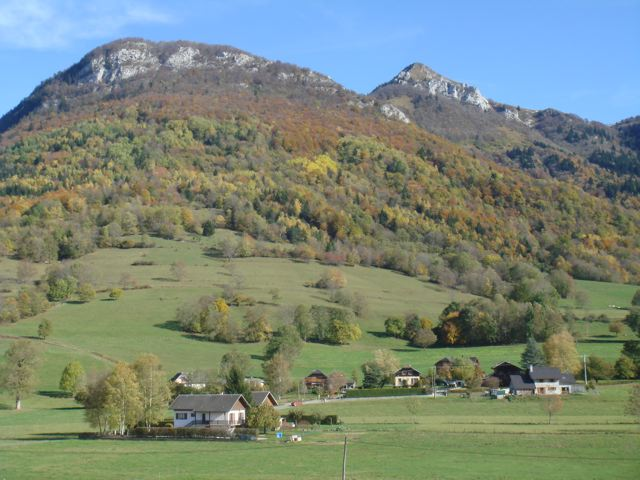
Pointe de la Galoppaz

Die Fläche des 10,34 km² großen Gemeindegebiets umfasst einen Abschnitt des Massivs der Bauges. Der zentrale Teil des Gebietes wird vom Sattel von Puygros, der westlich vorgelagerten Waldhöhe (840 m) und dem anschließenden sanft abfallenden Hang eingenommen. Die westliche Grenze verläuft entlang dem Kerbtal des Ruisseau de Ternèze, die nördliche entlang dem Taleinschnitt des Ruisseau de la Reysse, beides Seitenbäche der Leysse (Zufluss des Lac du Bourget), an deren Tal Puygros im äußersten Nordwesten einen Anteil hat. Nach Osten erstreckt sich das Gemeindeareal über die steilen und bewaldeten Hänge und den Mont Céty (1426 m) bis auf den angrenzenden Berggrat mit den Gipfeln Pic de la Sauge (1612 m) und Pointe de la Galoppaz (mit 1680 m die höchste Erhebung von Puygros). Die Gemeinde liegt innerhalb des Regionalen Naturparks Massif des Bauges (frz.: Parc naturel régional du Massif des Bauges).
Zu Puygros gehören neben dem eigentlichen Ortskern auch verschiedene Weilersiedlungen und Gehöfte, darunter:
- Le Chêne (650 m)
- Marle (700 m)
- Fenestre (740 m)
- Arvey (800 m)

Nachbargemeinden von Puygros sind Saint-Jean-d’Arvey und Thoiry im Norden, La Thuile im Osten und Süden sowie Curienne im Westen.

## Geschichte
Die erste urkundliche Erwähnung von Puygros erfolgte im Jahr 1207 unter dem Namen Nantellum de Podio grosso. Später erschienen die Schreibweisen Puigros (1578) und Puisgros. Der Ortsname setzt sich aus den Wörtern puy (Höhe, Hügel) und gros (dick, breit) zusammen. Das Gebiet von Puygros bildete im Mittelalter eine kleine Herrschaft, die zuerst einer Familie gleichen Namens gehörte. Später war sie nacheinander im Besitz verschiedener Familien, darunter den Familien Amblard, La Balme und Seyssel. Zur Zeit des Ancien Régime unterstand die Herrschaft dem Marquisat von Schloss Chaffardon.

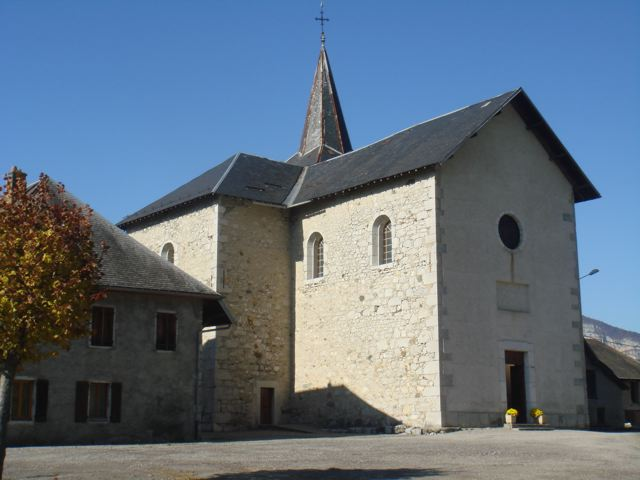
Kirche Saint-Étienne

## Sehenswürdigkeiten
Die Dorfkirche Saint-Étienne in Puygros wurde im 19. Jahrhundert erbaut.

## Bevölkerung
| Jahr                       | 1962 | 1968 | 1975 | 1982 | 1990 | 1999 | 2006 | 2016 |
| Einwohner                  | 253  | 214  | 189  | 231  | 323  | 315  | 330  | 388  |
| Quellen: Cassini und INSEE |      |      |      |      |      |      |      |      |

Mit 375 Einwohnern (Stand 1. Januar 2022) gehört Puygros zu den kleinen Gemeinden des Département Savoie. Nachdem die Einwohnerzahl in der ersten Hälfte des 20. Jahrhunderts stark rückläufig war, wurde seit Beginn der 1980er Jahre wieder eine deutliche Bevölkerungszunahme verzeichnet.

## Wirtschaft und Infrastruktur
Puygros war bis weit ins 20. Jahrhundert hinein ein vorwiegend durch die Landwirtschaft, hauptsächlich Milchwirtschaft und Viehzucht, geprägtes Dorf. Daneben gibt es heute einige Betriebe des lokalen Kleingewerbes. Viele Erwerbstätige sind Wegpendler, die in den größeren Ortschaften der Umgebung, insbesondere im Raum Chambéry ihrer Arbeit nachgehen.
Die Ortschaft liegt abseits der größeren Durchgangsstraßen an einer Departementsstraße, die von Thoiry nach La Thuile führt. Eine weitere lokale Straßenverbindung besteht mit Curienne. Der nächste Anschluss an die Autobahn A43 befindet sich in einer Entfernung von rund 16 Kilometern.